# Auriac (Cruesa)
Auriac' (en francès Auriat és una localitat i comuna de França, a la regió de la Nova Aquitània, departament de la Cruesa.
La seva població al cens de 1999 era de 113 habitants. Està integrada a la Communauté de communes de Bourganeuf-Royère-de-Vassivière.

## Demografia
| 1968 | 1975 | 1982 | 1990 | 1999 |
| ---- | ---- | ---- | ---- | ---- |
| 241  | 216  | 180  | 144  | 113  |

## Administració
| Període | Identitat              | Partit |
| ------- | ---------------------- | ------ |
| 2001    | Franck Simon-Chautemps |        |